# Granulo (Sole)

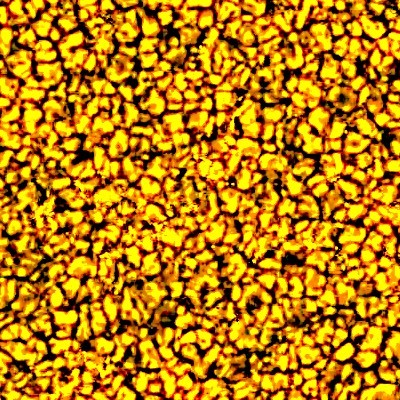
La granulazione della fotosfera solare.

I granuli sulla fotosfera solare sono causati dalle correnti convettive di plasma all'interno della zona convettiva del Sole. L'aspetto granulare della fotosfera solare si produce alle estremità superiori delle celle convettive e prende il nome di granulazione.
I granuli risalgono nella zona centrale del plasma, che a causa della temperatura più alta appare più brillante, mentre ridiscendono verso l'interno in prossimità del bordo, dove sono più freddi e meno luminosi. Oltre all'apparenza visiva, anche la misura dell'effetto Doppler della luce dei singoli granuli dà evidenza della loro natura convettiva.
Il diametro tipico di un granulo è nell'ordine dei 1000 km e la durata della sua attività prima di dissiparsi varia dagli 8 ai 20 minuti. In media la superficie solare è coperta da circa quattro milioni di singoli granuli. Al di sotto della fotosfera è presente una zona dove i granuli possono raggiungere dimensioni molto più estese (supergranuli), fino a 30000 km di diametro e con un ciclo vitale che può durare fino a 24 ore.